# 1979-es Formula–1 brazil nagydíj
A brazil nagydíj volt az 1979-es Formula–1 világbajnokság második futama.

## Futam
1977 után a brazil nagydíj visszatért az újraaszfaltozott Interlagosba, de a pálya továbbra is egyenetlen felületű maradt. Az előző nagydíjhoz hasonlóan ismét Ligier-k domináltak: Laffite és Depailler indult az első sorból Reutemann és Andretti előtt. Laffite a rajt után megtartotta a vezetést, míg Reutemann feljött a második helyre, azonban Depailler hamar visszavette pozícióját. Reutemann a harmadik helyet is elveszítette, mivel Andretti megelőzte. Miután Andretti technikai hiba miatt kiállt, a Schecktert megelőző Emerson Fittipaldi jött fel a negyedik helyre. A 22. körben Fittipaldi hátsó kerekével probléma akadt, emiatt a brazil kiállt szerelőihez. Laffite győzött Depailler, Reutemann, valamint a Ferrarikat megelőző Didier Pironi (Tyrrell) előtt.
| Helyezés | #  | Versenyző             | Csapat/Motor       | Körök | Idő/Kiesés oka      | Rajthely | Pontszám |
| -------- | -- | --------------------- | ------------------ | ----- | ------------------- | -------- | -------- |
| 1        | 26 | Jacques Laffite       | Ligier-Ford        | 40    | 1:40:09,64          | 1        | 9        |
| 2        | 25 | Patrick Depailler     | Ligier-Ford        | 40    | +5,28               | 2        | 6        |
| 3        | 2  | Carlos Reutemann      | Lotus-Ford         | 40    | +44,14              | 3        | 4        |
| 4        | 3  | Didier Pironi         | Tyrrell-Ford       | 40    | +1:25,88            | 8        | 3        |
| 5        | 12 | Gilles Villeneuve     | Ferrari            | 39    | +1 kör              | 5        | 2        |
| 6        | 11 | Jody Scheckter        | Ferrari            | 39    | +1 kör              | 6        | 1        |
| 7        | 30 | Jochen Mass           | Arrows-Ford        | 39    | +1 kör              | 19       |          |
| 8        | 7  | John Watson           | McLaren-Ford       | 39    | +1 kör              | 14       |          |
| 9        | 29 | Riccardo Patrese      | Arrows-Ford        | 39    | +1 kör              | 16       |          |
| 10       | 15 | Jean-Pierre Jabouille | Renault            | 39    | +1 kör              | 7        |          |
| 11       | 14 | Emerson Fittipaldi    | Fittipaldi-Ford    | 39    | +1 kör              | 9        |          |
| 12       | 18 | Elio de Angelis       | Shadow-Ford        | 39    | +1 kör              | 20       |          |
| 13       | 22 | Derek Daly            | Ensign-Ford        | 39    | +1 kör              | 23       |          |
| 14       | 17 | Jan Lammers           | Shadow-Ford        | 39    | +1 kör              | 21       |          |
| 15       | 28 | Clay Regazzoni        | Williams-Ford      | 38    | +2 kör              | 17       |          |
| Kiesett  | 27 | Alan Jones            | Williams-Ford      | 33    | Üzemanyagrendszer   | 13       |          |
| Kiesett  | 9  | Hans-Joachim Stuck    | ATS-Ford           | 31    | Kormány             | 24       |          |
| Kiesett  | 16 | René Arnoux           | Renault            | 28    | Kicsúszás           | 11       |          |
| Kiesett  | 20 | James Hunt            | Wolf-Ford          | 7     | Kormány             | 10       |          |
| Kiesett  | 8  | Patrick Tambay        | McLaren-Ford       | 7     | Ütközés             | 18       |          |
| Kiesett  | 5  | Niki Lauda            | Brabham-Alfa Romeo | 5     | Váltó               | 12       |          |
| Kiesett  | 6  | Nelson Piquet         | Brabham-Alfa Romeo | 5     | Baleset             | 22       |          |
| Kiesett  | 1  | Mario Andretti        | Lotus-Ford         | 2     | Üzemanyag szivárgás | 4        |          |
| Kiesett  | 4  | Jean-Pierre Jarier    | Tyrrell-Ford       | 0     | Elektronika         | 15       |          |
| NK       | 31 | Héctor Rebaque        | Lotus-Ford         |       |                     |          |          |
| NK       | 24 | Arturo Merzario       | Merzario-Ford      |       |                     |          |          |

## Statisztikák
Vezető helyen:
- Jacques Laffite: 40 (1-40)

Jacques Laffite 3. győzelme, 3. pole-pozíciója, 3. leggyorsabb köre, 2. mesterhármasa (gy, pp, lk)
- Ligier 3. győzelme.